# Daniela Castillo
Pour les articles homonymes, voir Castillo et Vicuña (homonymie).
Daniela Paz Castillo Vicuña (née le 26 septembre 1984 à Santiago) est une chanteuse et actrice chilienne.

## Biographie
Daniela Paz Castillo Vicuña née à Santiago du Chili le 26 septembre 1984, est la fille de María de la Paz Vicuña et Arturo Castillo, a deux frères: Pía et Arturo. En 2006, elle épouse le mannequin Matías Novoa qu'elle a rencontré quand il filmait la vidéo de la chanson "Dueña de mi corazón", après s'être marié et vivant au Mexique fin à la relation, et Daniela retourne au Chili.

## Discographie

### Albums
| Année | Titre                                                              | Position | Position | Certifications                |
| Année | Titre                                                              | CHI      | MEX      | Certifications                |
| ----- | ------------------------------------------------------------------ | -------- | -------- | ----------------------------- |
| 2003  | Daniela Castillo - Premier album studio - Sortie: 23 novembre 2003 | 2        | —        | - CHI: 3× Gold / 2× Platinum, |
| 2006  | Obsesión - Deuxième album studio - Sortie: 28 novembre 2006        | 12       | —        | - CHI: Gold                   |
| 2011  | Invencible - EP - Sortie: Juin 2011                                | —        | —        |                               |
| 2013  | Turn It Up - Troisième album studio - Sortie: 18 Juillet 2013      | —        | —        |                               |

### Singles
- "Tú Volverás" (2003)
- "Trampa de Cristal" (2004)
- "Encontrarás" (2004)
- "Dueña de mi Corazón" (2005)
- "Volver a Respirar" (2005)
- "Volar" (2006)
- "Obsesión" (2007)
- "Invencible" (2011)
- "Turn it up" (2012)

## Filmographie
| Année | Film              | Rôle    | Réalisateur |
| ----- | ----------------- | ------- | ----------- |
| 2006  | Rojo, la película | Mariana |             |

## Télévision

### Émissions
| Année        | Titre                | Rôle                              | Chaîne   |
| ------------ | -------------------- | --------------------------------- | -------- |
| 2002-2007    | Rojo fama contrafama | Participante (Saison 1: 5e place) | TVN      |
| 2013-présent | Mundos opuestos 2    | Elle-même - "Muse de paradis"     | Canal 13 |
| 2013         | Mujeres Primero      | Elle-même (Invitée)               | La Red   |

### Telenovelas
| Année | Titre  | Rôle         | Chaîne      |
| ----- | ------ | ------------ | ----------- |
| 2012  | Gordis | Serena Calma | Chilevisión |

## Théâtre
| Année     | Titre           | Rôle     |
| --------- | --------------- | -------- |
| 2011-2012 | Corazón mestizo | Guacolda |

### Sources
- (es) Cet article est partiellement ou en totalité issu de l’article de Wikipédia en espagnol intitulé « Daniela Castillo » (voir la liste des auteurs).

- (en) Cet article est partiellement ou en totalité issu de l’article de Wikipédia en anglais intitulé « Daniela Castillo » (voir la liste des auteurs).

- (pt) Cet article est partiellement ou en totalité issu de l’article de Wikipédia en portugais intitulé « Daniela Castillo » (voir la liste des auteurs).